# Popayán
Pppayán város Kolumbia délnyugati részén, 1760 méter magasságban az Andok hegységben. Cauca megye székhelye. Lakossága 259 ezer fő volt 2005-ben.
A gyarmati időkből származó történelmi város. 1537-ben alapította Sebastián de Belalcázar, egy, az Eldoradót kutató spanyol konkvisztádor. A gyarmatosító telepesek cukornádültetvényeket telepítettek a város alatti, nedves völgybe, míg otthonaikat a város hűvös, fákkal övezett nyugalmában rendezték be.
A vallás és a tudás központjává vált pompás, spanyol stílusú templomaival és kolostoraival.
Egész Latin-Amerikából érkeznek ide zarándokok minden évben a nagypénteki körmenetre.
1983-ban földrengés sújtotta a várost, mindössze egyetlen templom maradt sértetlen.

## Látnivalók

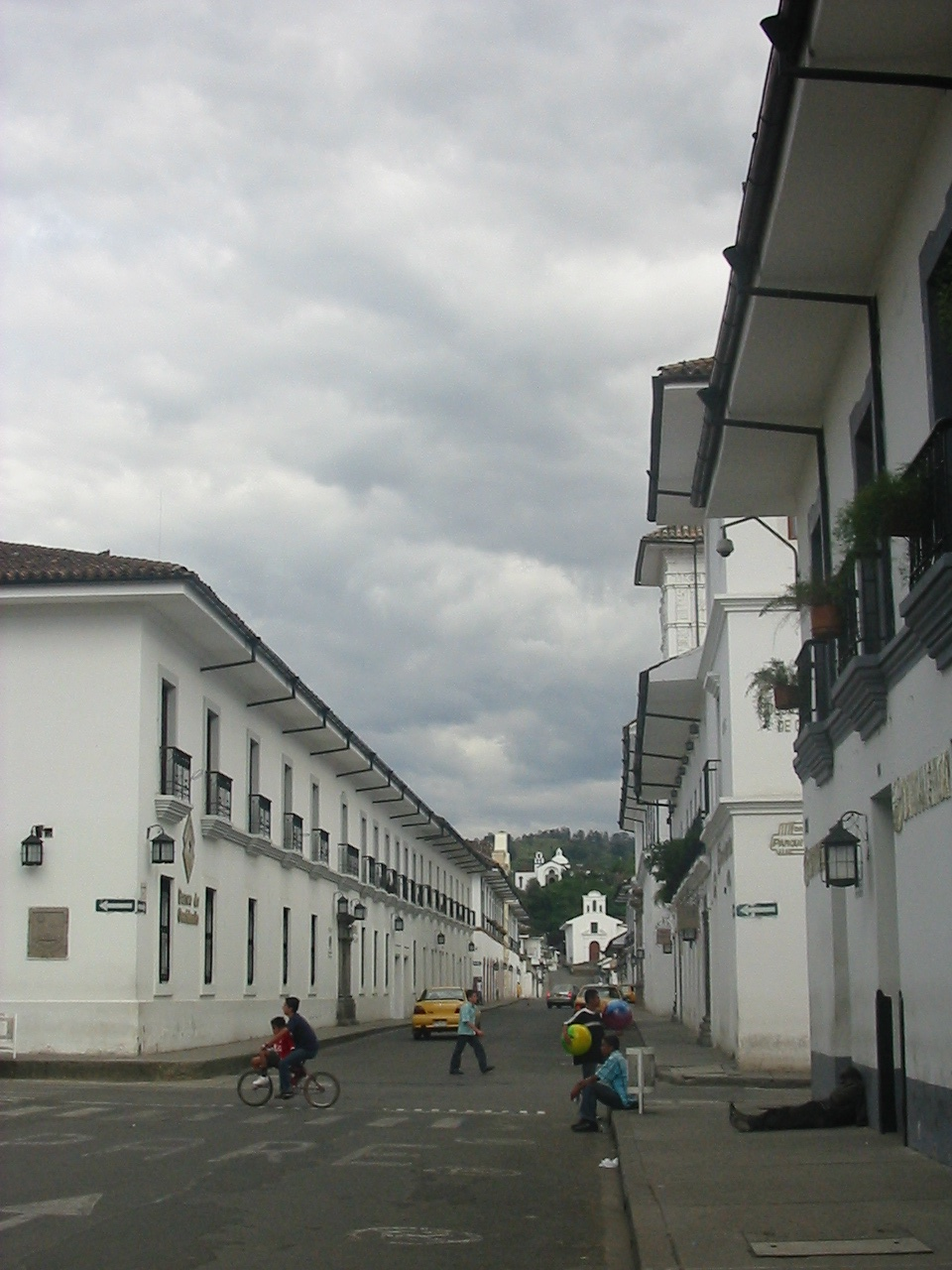
Az óváros egy utcája

- El Morro de Tulcán. A város fő régészeti lelőhelye
- Francisco José de Caldas Auditorium. Ismertebb nevén a Paraninfo, egy impozáns épület a 18. századból
- Caldas Park
- Cauca Egyetem
- Óratorony
- Humilladero-híd. 1873-ban épült
- Templomok: San Francisco, Santo Domingo, Catedral Basílica Nuestra Señora de la Asunción stb.
- Múzeumok

## Nevezetes emberek
- Francisco José de Caldas
- Camilo Torres Tenorio
- Sergio Orozco
- Federico Meléndez
- Manolo Cardona
- José María Gruesso (1779–1835), költő
- Guillermo León Valencia (1909–1971), kolumbiai elnök (1962-1966)
- Edgar Negret (1920–2012), szobrász
- Amparo Ángel, zeneszerző

## Fordítás
- Ez a szócikk részben vagy egészben  a   Popayán című angol Wikipédia-szócikk fordításán alapul.  Az eredeti cikk szerkesztőit annak laptörténete sorolja fel. Ez a jelzés csupán a megfogalmazás eredetét és a szerzői jogokat jelzi, nem szolgál a cikkben szereplő információk forrásmegjelöléseként.